# كوبي الكسندر
كوبي الكسندر (بالعبرية: קובי אלכסנדר‏) هو شخصية أعمال وكبير الإداريين التنفيذيين إسرائيلي، ولد في 4 مايو 1952 في كفار سابا في إسرائيل.